# Título de Amor
Título de Amor es el vigésimo primer álbum del cantante y compositor Diomedes Díaz, y el séptimo junto con el acordeonero Juancho Rois, lanzado en 1993 por Sony Music. 
Es el álbum más exitoso de la dupla Díaz-Rois, y de toda la carrera del cantante, sin contar sus recopilatorios, ya que supera las 600.000 copias vendidas. Contiene temas clave de la discografía del artista como Mi Primera Cana, Mujereando, Tu Eres la Reina y Amarte Más no Pude.

## Contexto
Diomedes Díaz venía trabajando con el acordeonero Juancho Rois desde 1988, y con ya había trabajado previamente con el cantautor en 1978, pero de quien se había distanciado por problemas personales entre Rois y el cantante, pese al éxito que cosecharon ese año. Desde 1988 Díaz y Rois grabaron 5 discos, cosechando importante éxito.
En 1993 la dupla lanzó con su disquera, Sony, el disco Título de Amor. Contenía las canciones, Mi Primera Cana (donde el autor confiesa su nostalgia por su juventud perdida al darse cuenta de que de su cabello se desprende una cana mientras le están cortando el cabello), y la canción que le da nombre al disco, ambas de Díaz; Conmigo si te Va, de Aurelio Núñez; Ven conmigo, de Luis Egurrola; Dejála, de Rois; Mujereando de Romualdo Brito; Amarte más no pude de Marciano Martínez, entre otros temas.

### El diente de diamante
De esta época data el diamante que el artista se hizo incrustar en uno de sus dientes y que se convertiría en parte de su presencia escénica y de su leyenda como artista. Con el diamante, Díaz buscaba reparar su dentatura, ya que se sentía acomplejado por ello desde el inicio de su carrera. De hecho, su segunda portada discográfica, en 1977, causó revuelo nacional porque en ella el artista aparecía sonríendo y se hizo evidente que le faltaba un diente, mismo que reemplazó con un diamante como ya se mencionó.

## Recepción
El álbum recibió una amplia aceptación del público, llegando a tener acreditadas 7.000.000 de copias, por lo que Sony certificó a la dupla con disco de oro ese año. Con el tiempo el álbum se convirtió en la producción de estudio más vendida de la dupla y de toda la carrera de Diomedes Díaz.